# Weston (Massachusetts)
Prédio da prefeitura de Weston
Weston é um subúrbio de Boston, localizado no condado de Middlesex, em Massachusetts. A população estimada, de acordo com o censo de 2018, era de 12.067 habitantes
Weston é o subúrbio mais rico da área de Boston e possui a mais alta renda per capita do estado de Massachusetts. De acordo com a Boston Magazine de 2009, Weston tem também o melhor sistema de escolas públicas de seu estado.